# Homokbödöge
Homokbödöge is een plaats (község) en gemeente in het Hongaarse comitaat Veszprém. Homokbödöge telt 707 inwoners (2001).